# André Beaufre
André Beaufre (25 de janeiro de1902 — 13 de fevereiro de 1975), foi um general da França, grande estrategista militar e expoente da independência nuclear francesa.

## Vida
Foi um oficial do Exército francês e estrategista militar que alcançou o posto de Général d'Armée (General do Exército) antes de sua aposentadoria em 1961.
Ele nasceu em Neuilly-sur-Seine e ingressou na academia militar na École Spéciale Militaire de Saint-Cyr em 1921, onde conheceu o futuro presidente francês Charles de Gaulle, que era instrutor. Em 1925, ele viu ação no Marrocos contra o Rif, que se opunha ao domínio francês. Beaufre então estudou na École Supérieure de Guerre e na École Libre des Sciences Politiques e foi posteriormente designado para o estado-maior do exército francês.
No final da Segunda Guerra Mundial, ele havia alcançado o posto de coronel e era bem conhecido no mundo de língua inglesa como estrategista militar e como expoente de uma força nuclear francesa independente. Ele comandou as forças francesas na campanha da Guerra de Suez de 1956 contra o Egito em 1956. Beaufre mais tarde tornou-se chefe do Estado-Maior do Supremo Quartel-General das Potências Aliadas na Europa em 1958. Ele estava servindo como chefe representante francês no grupo permanente da Organização do Tratado do Atlântico Norte (OTAN) em Washington em 1960, quando foi promovido a general d'armée. Beaufre se aposentou do Exército em 1961 por motivos de saúde.

## Frases
- "Nós sofremos de uma doença que não é peculiar aos franceses — a doença de ter sido vitorioso."
- "O colapso do exército francês é o evento mais importante do século XX."
- "Ao longo de todo o curso da história, a guerra está sempre mudando."
- "Nenhuma explicação para a atual situação estratégica é satisfatória sem uma definição da situação nuclear; nenhuma definição da situação nuclear é possível sem o conhecimento das leis que regem a dissuasão."
- "O jogo de estratégia pode, como a música, ser jogado em dois tons. O tom maior é a estratégia direta, na qual a força é o fator essencial. O tom menor é a estratégia indireta, na qual a força recua para segundo plano e seu lugar é tomado pela psicologia e planejamento."
- "Uma política sul-africana que não desarmar (a oposição ao apartheid do Terceiro Mundo)… por algumas reformas bem concebidas e por um grande esforço de informação, corre o risco de permitir que uma atmosfera hostil se construa e endureça."

## Obras
Tem duas obras traduzidas para o português: Estratégia da Ação (Bloch Editoras; Rio de Janeiro, 1970) e Introdução à Estratégia (Editora Biblioteca do Exército; Rio de Janeiro).
- Introduction to Strategy (New York: Praeger, 1965 [Introduction à la stratégie, Paris, 1963])
- Deterrence and Strategy (London: Faber, 1965 [Dissuasion et stratégie Paris, Armand Colin, 1964])
- NATO and Europe (1966 [L'O.T.A.N. et l'Europe ])
- 1940: The Fall of France (London: Cassell, 1967 [Le Drame de 1940] )
- Mémoires 1920–1940–1945 (1969);
- The Suez Expedition 1956 (English Translation, Faber & Faber 1969)
- La guerre révolutionnaire... (Paris : Fayard, 1972)
- La Nature de l'histoire (1974).
- La stratégie de l'action (Paris : ED. DE L'AUBE, 1997)